# Accelerator Driven System
Die Begriffe Accelerator-driven system (ADS), beschleunigergetriebenes System oder Hybridreaktor beschreiben das Konzept für einen Leistungs-Kernreaktor, der unterkritisch betrieben und durch eine Spallationsquelle mit Neutronen versorgt würde. Solche Reaktoren, für die Versuchsanlagen geplant sind, könnten zugleich mit der Stromproduktion zur Transmutation langlebiger Reaktorabfälle dienen. Wenn Kosten hinreichend gesenkt werden können, wäre prinzipiell auch der Betrieb als „realer Stein der Weisen“ denkbar, der mittels Transmutation geeignete niederwertige Isotope zu Edelmetallen oder anderen teuren Elementen transmutiert, ohne dass dabei die Produktion von nutzbarer Energie im Vordergrund stünde.

## Neutronenphysikalische Vorteile
Damit ein Reaktor Kritikalität erreichen kann, dürfen Bestandteile mit besonders kleinem Generationenfaktor – wie etwa die minoren Actinoide (MA) Neptunium, Americium und Curium – nur eine geringe Beimischung zum Brennstoff bilden. Diese Beschränkung entfällt aber, wenn der Reaktor unterkritisch mit einer äußeren Neutronenquelle arbeitet, so dass die Kettenreaktion sich nicht selbst erhalten muss. Auch die anderen Nachteile der MA als Kernbrennstoffe, z. B. der bei ihnen geringe Anteil verzögerter Neutronen und ein kleiner Dopplerkoeffizient, spielen im unterkritischen Betrieb keine Rolle. Ein solcher Reaktor könnte mit jedem überhaupt spaltbaren Kernbrennstoff nutzbare Energie freisetzen; ein Teil dieser Energie würde ausreichen, um den Beschleuniger der benötigten Spallationsneutronenquelle zu betreiben.
(Kritische) also „normale“ Kernreaktoren arbeiten üblicherweise im (relativ kleinen) Bereich zwischen „verzögert kritisch“ und prompt kritisch – im englischen Sprachraum hat sich dafür die „Maßeinheit“ Dollar und Cent etabliert – der Unterschied zwischen den Neutronenmengen, welche für verzögerte Kritikalität nötig sind und jenen, die für prompte Kritikalität nötig sind, beträgt „einen Dollar“ und ein „Cent“ ist entsprechend der hundertste Teil davon. Dies sind allerdings keine a priori fixen Werte, sondern abhängig vom gewählten Neutronenmoderator, der Temperatur der Brennelemente, der physischen Form des Reaktorkerns und seiner Bestandteile und nicht zuletzt der chemischen und isotopischen Zusammensetzung der Brennelemente. Je ungünstiger die eben genannten Parameter, desto „weniger ist ein Dollar wert“, desto geringer also der Unterschied zwischen verzögerter und prompter Kritikalität, was Sicherheit und Steuerbarkeit beeinträchtigt. Wenn ein Reaktor unterkritisch (also mit „negativen Cents“) betrieben werden kann, fallen diese Nachteile einer ungünstigen Zusammensetzung des Brennstoffs weg.
In heute üblichen Leichtwasserreaktoren wird der Brennstoff daher in erster Linie aus dem Reaktorkern entfernt (und dann nach Zwischenlagerung im Abklingbecken zur Wiederaufarbeitung oder Endlagerung geschickt), weil sich „störende“ Spaltprodukte und minore Actinoide in einem Ausmaß angereichert haben, der einen stabilen, sicheren und ökonomisch sinnvollen Betrieb nicht mehr möglich macht. Es verbleiben aber im „abgebrannten“ Brennelement größere Anteile an Uran-235 (dem hauptsächlichen „Brennstoff“ der allermeisten Kernreaktoren), Plutonium-239 (dem „Brennstoff“ in MOX-Brennelementen) und anderen wenigstens theoretisch nutzbaren Kernbrennstoffen als in natürlichem Uran. Möglichkeiten, diese Stoffe zu nutzen sind der Grundlagenforschung seit Jahrzehnten bekannt, jedoch führt der geringe Preis von Uran dazu, dass diese Technologien (wenn man nur den Verbrauch von Uran, nicht aber die Effekte der Abfallmengen betrachtet) sich ökonomisch nicht rechnen.
Im Abfall der Kernkraftwerke stellen die MA wegen ihrer langen Halbwertszeiten ein besonderes Problem dar. Ein beschleunigergetriebener Reaktor könnte sie durch Kernspaltung in schneller zerfallende Nuklide (Spaltprodukte) umwandeln und dabei noch Nutzenergie liefern. Je nach Design des Systems wäre auch prinzipiell die Transmutation langlebiger Spaltprodukte oder nuklearmedizinischer Abfälle wie Technetium-99 denkbar, jedoch teilweise unter netto-Nutzenergieverbrauch.

## Konzepte
Zwei Konzepte sind besonders bekannt geworden. Charles D. Bowman u. M. (LANL) veröffentlichten 1992 einen ersten Vorschlag und später eine geänderte und erweiterte Fassung. Ein alternativer Vorschlag, der Energy amplifier (Energieverstärker) (manchmal auch als Rubbiatron oder Rubbiator bezeichnet), stammt von einer Gruppe um den früheren Direktor des CERN, Carlo Rubbia. Die Vorschläge haben vielen anderen Forschergruppen als Basis für weitere Überlegungen gedient.

## Beschreibung
Ein ADS besteht aus drei Hauptkomponenten:
- dem eigentlichen Reaktor mit den Brennelementen bzw. dem Material was eine Transmutation vollziehen soll – die entstehende Hitze wird mittels eines Kühlkreislaufes abgeführt und kann zur Stromerzeugung genutzt werden
- im Zentrum des Reaktors einem Target, in dem durch Spallation Neutronen freigesetzt werden, und
- einem Teilchenbeschleuniger, dessen Protonenstrahl mit einer Teilchenenergie von etwa 1 GeV und Stromstärke im Milliampere-Bereich durch ein Strahlrohr auf das Target trifft.

### Bowman-Konzept
Das Reaktorkonzept von Bowman sieht ein thermisches Neutronenspektrum vor, weil hier die Spaltungs-Wirkungsquerschnitte der leicht spaltbaren Nuklide viel größer sind als in einem schnellen Spektrum; Nuklide mit gerader Neutronenzahl sind zwar nicht mit thermischen Neutronen spaltbar, wandeln sich aber durch Neutroneneinfang – mit ebenfalls großem Wirkungsquerschnitt – in leichter spaltbare Nuklide um. Das Spallationstarget ist von einem Moderator aus Graphit umgeben, der die Neutronen abbremst. Durch Bohrungen im Graphit strömt der Brennstoff, gelöst in einer Schmelze der Salzmischung NaF-ZrF4 in der Art des Flüssigsalzreaktors. Die Wärmeleistung der Kernspaltung entsteht also direkt im Wärmetransportmedium. So kann eine sehr hohe Wärmeleistung abgeführt werden. Der Neutronenfluss im Reaktor beträgt etwa
2×1014 cm−2s−1, ähnlich wie in heutigen Leistungsreaktoren.
Der Salzschmelze können in einem Nebenstrom ständig (on line) neuer Brennstoff und Trägersalz zugesetzt und Salz mit Abbrandprodukten entnommen werden. Die Brennstoffherstellung wäre laut Bowman einfach: zerkleinerte abgebrannte Brennstäbe aus Kernkraftwerken werden mitsamt dem Zircaloy-Hüllrohrmaterial durch einen chemischen Prozess in Fluorverbindungen überführt, die im Salz löslich sind. Das noch enthaltene Uran wird dadurch automatisch abgetrennt, so dass der Brennstoff keinen Brutstoff enthält. Eine weitere Partitionierung ist nicht nötig, da auch Spaltprodukte transmutiert werden sollen. Das laufend entnommene Salz mit Abbrandprodukten wird als direkt endlagerfähig beschrieben.

### Rubbia-Konzept
Der konventionellere Reaktor nach Rubbias Konzept nutzt festen, metallischen Brennstoff in Brennstäben. Es wird ein schnelles Neutronenspektrum verwendet, in dem alle Transurane spaltbar sind. Das Kühlmittel darf daher nicht moderierend wirken; vorgesehen ist flüssiges Blei oder, wegen der tieferen Schmelztemperatur, eine eutektische Blei-Wismut-Legierung. Der Reaktorkern umgibt ringförmig eine brennstofffreie, mit dem Kühlmittel gefüllte, Region, die als Spallationstarget (siehe unten) dient. Die Wärmetauscher sind im gleichen Behälter weit oberhalb des Reaktorkerns angeordnet. Dieser räumliche Aufbau mit großer senkrechter Ausdehnung ermöglicht die Wärmeabfuhr ohne Pumpen durch passive Konvektion. Darin liegt ein wichtiger Sicherheitsvorteil des Konzepts. Der Neutronenfluss im Reaktorkern liegt auch hier bei etwa 1014 cm−2s−1.
Der feste Brennstoff muss durch konventionelle Wiederaufarbeitung der Reaktorabfälle und Partitionierung der Transurane (Plutonium mit MA) hergestellt und zu Brennelementen verarbeitet werden. Er bleibt etwa zwei Jahre im Reaktor und muss dann – wegen begrenzter Haltbarkeit der Brennstab-Hüllrohre, aufgebauter Neutronengifte und Druckanstieg durch gasförmige Spaltprodukte – ausgetauscht und erneut aufgearbeitet werden. Um den Großteil der MA abzubauen, muss das Material in dieser Weise bis zu zehnmal rezykliert werden. Zum Ausgleichen des allmählichen Abbrands im Betrieb, also um den Multiplikationsfaktor konstant bei z. B. 0,95 zu halten, wird dem Brennstoff der Brutstoff Thorium zugesetzt, aus dem im Betrieb das leicht spaltbare Uran-233 entsteht. In der Erzeugung dieses isotopenreinen Spaltstoffs kann ein Missbrauchsrisiko im Sinne der Proliferation gesehen werden.

### Transmutex-Konzept
Den Ansatz eines beschleunigergetriebenen Thorium-Reaktors zur gezielten Transformation verfolgt kommerziell das Schweizer Unternehmen Transmutex. Eine Studie der Bundesagentur für Sprunginnovation vom Februar 2025 kommt zu dem Schluss, dass dies nicht nur funktionieren dürfte, sondern sich bereits die erste Anlage dieser Art auch wirtschaftlich rentieren würde.
Das Bundesamt für die Sicherheit der nuklearen Entsorgung hat diesen Ergebnissen in einer Fachstellungnahme widersprochen.

### Nachwärmeabfuhr
Auch ein unterkritisch mit Fremd-Neutronenquelle betriebener Kernreaktor erzeugt nach Beendigung der Kettenreaktion unvermeidlich noch Nachzerfallswärmeleistung. Damit diese auch bei einem Störfall mit Versagen der normalen Kühlung zerstörungsfrei abgeführt werden kann, wird auch ein ADS-Reaktor Einrichtungen zur Notkühlung benötigen.

### Target
Als Target dient in beiden ADS-Konzepten strömendes flüssiges Blei, da auf diese Weise die hohe vom Protonenstrahl eingebrachte Wärmeleistung abgeführt werden kann. In Rubbias Entwurf ist das Blei oder Blei-Wismut zugleich Kühlmittel des Reaktors. Protonen der Energie 1 GeV haben in Blei eine Reichweite von etwa 1 m.
Die Technologie von Spallationstargets aus flüssigem Schwermetall wird weltweit in verschiedenen Forschungseinrichtungen entwickelt, darunter einer Anlage im Karlsruher Institut für Technologie.

### Beschleuniger
Der Beschleuniger ist bei Bowman ein Linearbeschleuniger. Er könnte zur Energieeinsparung und baulichen Verkleinerung mit supraleitenden Resonatoren arbeiten.
Rubbia sieht einen Linearbeschleuniger als Injektor vor, dessen Strahl seine Endenergie in einem nachfolgenden Zyklotron erhält. Eine vergleichbare Kombination von Beschleunigern ist bei der Spallationsquelle SINQ in der Schweiz verwirklicht; dort wird der Protonenstrahl von zwei hintereinandergeschalteten Zyklotrons geliefert.
Eine wichtige Anforderung an den Beschleuniger eines ADS ist hohe Betriebssicherheit, denn Strahlausfälle führen sofort zu einer geringeren Leistung und damit geringeren Temperatur im Reaktor, was Nachteile für die Haltbarkeit der Brennelemente und der Reaktorstruktur mit sich bringt. Hier gibt es Argumente zugunsten des Linearbeschleunigers.

## Versuchsanlagen
Am Beschleunigerzentrum J-PARC in Japan soll eine ADS-Versuchsanlage erprobt werden. Den Planungen im ersten Jahrzehnt des 21. Jahrhunderts zufolge sollte sie etwa 2020 den Betrieb mit MA-haltigem Brennstoff aufnehmen, das geschah bisher noch nicht (Stand: 01/2022).
Im Forschungszentrum Mol in Belgien soll MYRRHA (Multi-purpose hYbrid Research Reactor for High-tech Applications), eine geplante europäische Demonstrationsanlage, errichtet werden und etwa 2030 den Betrieb aufnehmen. Sie steht technologisch den heutigen Reaktortypen und dem Rubbia-Konzept näher als dem Bowman-Konzept. MYRRHA soll auch den älteren Forschungsreaktor BR-2 für allgemeine Zwecke ersetzen und würde daher anfänglich mit U-Pu-MOX-Brennstoff arbeiten, später aber auch für MA-Transmutationsexperimente genutzt werden.